# Diocèse de Chełmno
Le diocèse de Chełmno (en polonais : Diecezja chełmińska) ou évêché de Culm (en allemand : Bistum Culm) est un ancien diocèse de l'Église catholique fondé en tant qu'un des quatre évêchés de Prusse le 29 juillet 1243. Son territoire s'étendait sur le pays de Chełmno, région historique de l'actuelle voïvodie de Couïavie-Poméranie, en Pologne. Il a été dissous le 25 mars 1992 et remplacé par les diocèses de Pelplin et de Toruń nouvellement créés.

## Histoire

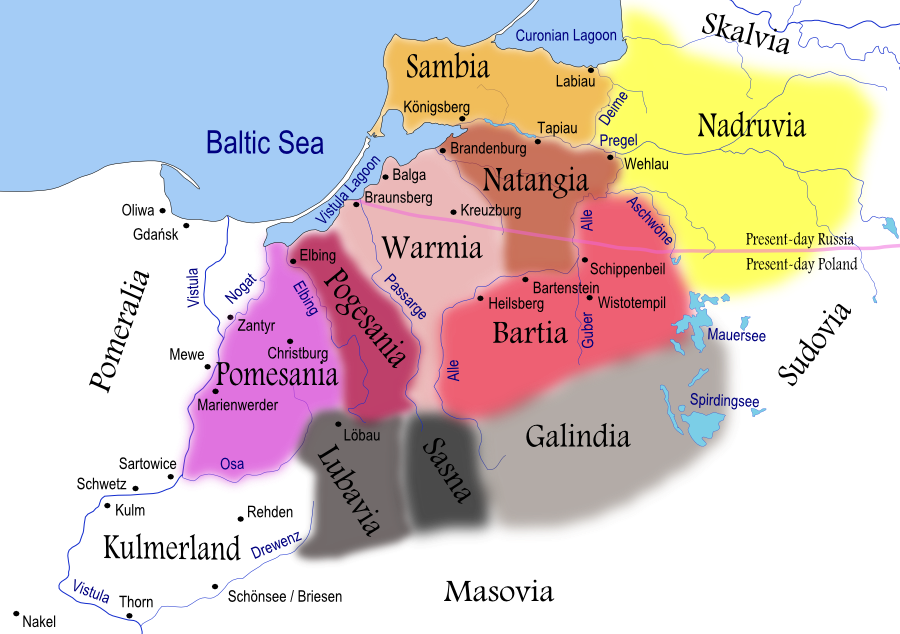
Les clans prussiens au XIIIe siècle

Au début du XIIIe siècle, le pays de Chełmno faisait partie des zones tribales prussiennes. Situé près de la frontière avec le royaume de Pologne, il a été exposé aux conquêtes des souverains polonais depuis leur christianisation. Après que le duc Conrad de Mazovie mena une autre croisade en Prusse, le moine cistercien Christian d'Oliva fut consacré évêque missionnaire à Chełmno en 1215, afin d'organiser les croisades baltes contre les Prussiens. 
Conrad a également pour mission d'agrandir son territoire, provoquant un conflit frontalier majeur. Dans le but de préserver ses terres des invasions des Prussiens, il invite l'ordre Teutonique à venir s'installer sur la frontière de la Pologne. En mars 1226, par la bulle d'or de Rimini, l'empereur Frédéric II accorde aux Teutoniques des droits souverains et seigneuriaux sur leurs futures conquêtes. C'est le début de l'extermination des Prussiens et de la création de l'État monastique des chevaliers teutoniques. 
Le diocèse de Chełmno a été créé le 28 juillet 1243 par le légat pontifical Guillaume de Modène dans l'État teutonique, avec les trois autres évêchés de Varmie, de Sambie (ou Samland) et de Pomésanie. Un premier évêque, Heidenryk (Heidenreich), est documenté le 10 mars 1246. À partir de 1255, Chełmno était suffragant de l'archidiocèse de Riga et avait son siège à Chełmża (Culmsee). De 1257 à 1773, l'évêque réside au château de Lubawa.

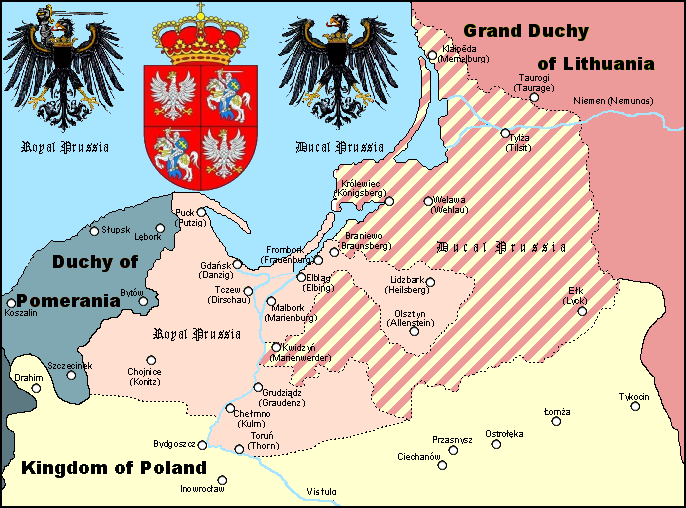
Prusse royale et Prusse ducale

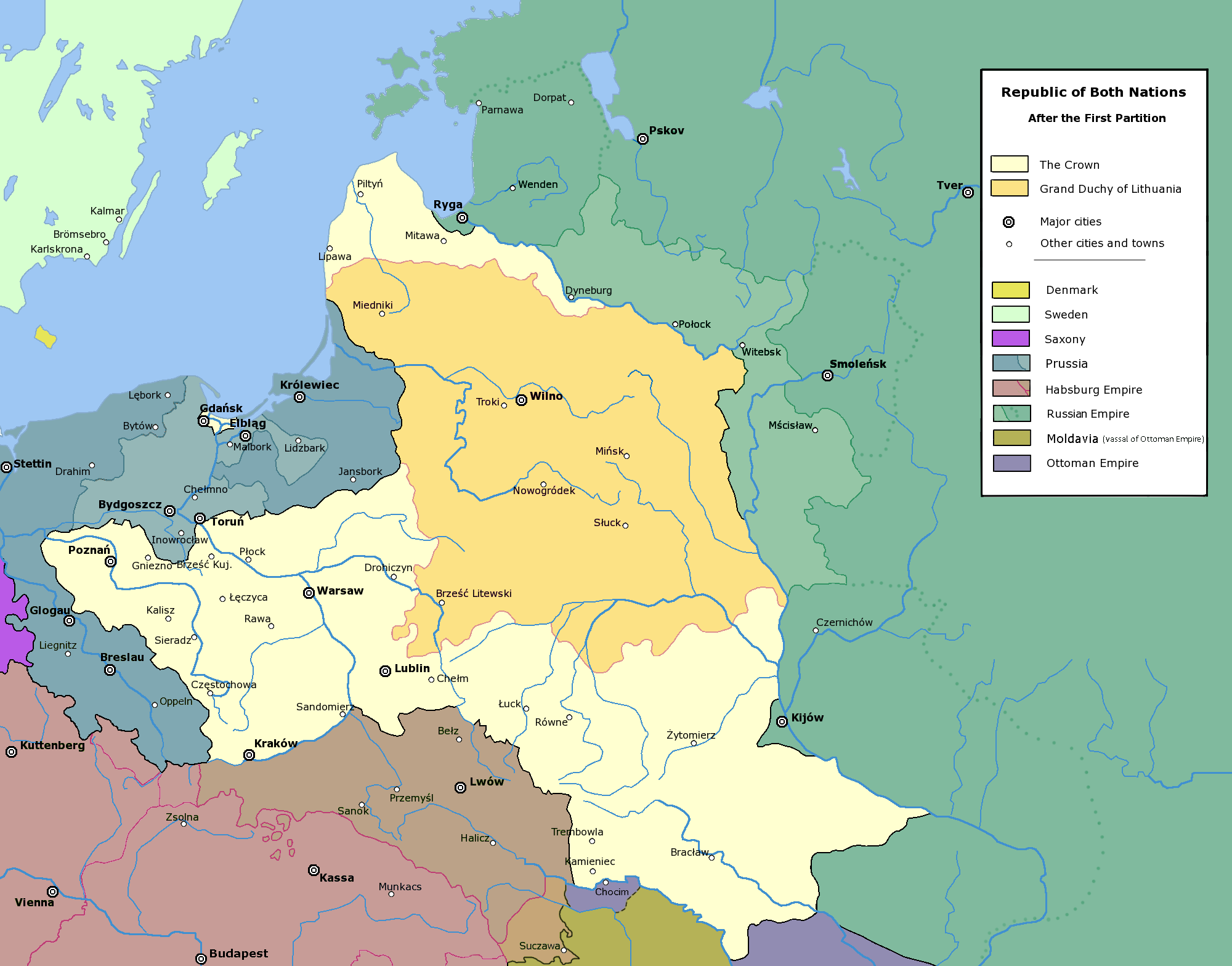
La république des Deux Nations après le premier partage de la Pologne, en 1772

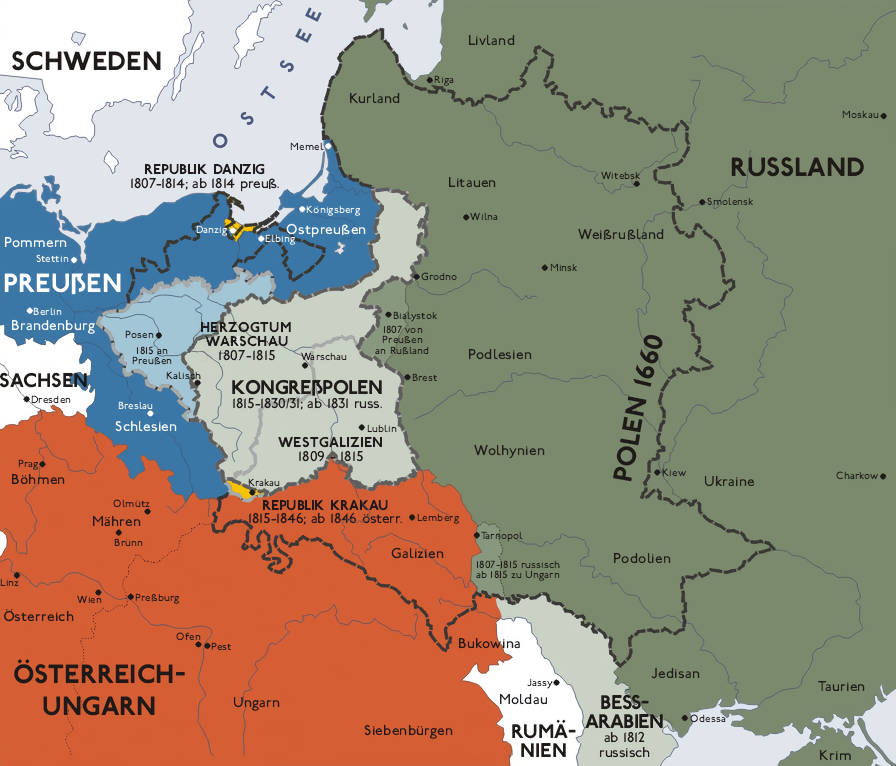
Le royaume du Congrès (1815-1830)

À partir de 1466, le diocèse de Chełmno fait partie de la Prusse royale, les parties occidentales de l'ancien État teutonique qui passent sous la suprématie de la couronne de Pologne. L'établissement de la Réforme protestante dans le duché de Prusse voisin en 1525 a entraîné la sécularisation des biens des diocèses catholiques dans le duché. La Prusse royale, au contraire, est resté catholique et le diocèse de Chełmno a incorporé les parties méridionales du diocèse de Pomésanie, situées hors du duché, avec Łasin et Nowe Miasto, se trouvant être dans la voïvodie de Chełmno. Alors que la région diocésaine dans les voïvodies de Poméranie et de Malbork était administrée par Chełmno, mais en maintenant officiellement sa dénomination.
Après la sécularisation puis la suppression de l'archidiocèse de Riga en 1563, l'évêque de Chełmno a participé ont conseils de la province ecclésiastique de l'Gniezno (Gnesen). Cette pratique a été reconnue par le Saint-Siège par la bulle pontificale De salute animarum du pape Pie VII, en 1821, lorsque le diocèse de Culm est devenu de jure un suffragant de l'archidiocèse de Gniezno. Le diocèse de Culm a été agrandi à cette occasion par adjonction des territoires de Górzno, de la Krajna et de Działdowo (Soldau).
Depuis 1772, après le premier partage de la Pologne, le diocèse de Culm fait partie du royaume de Prusse puis de l'Empire allemand, en 1871. En 1824, le siège a été déplacé à Pelplin. Après la Première Guerre mondiale et le traité de Versailles, en 1920, le diocèse de Chełmno est à nouveau devenu une partie de la république de Pologne. Le 1er mai 1923, le Saint-Siège transfère les doyennés de Bütow (Bytow) et de Lauenburg(Lębork), en Poméranie, de Chełmno à la nouvelle administration apostolique de Tütz.
Dans le cadre de la réorganisation de l'Église catholique dans la troisième république de Pologne, le diocèse de Chełmno perd des parroisses au profit du diocèse d'Elbląg et du diocèse de Toruń le 25 mars 1992. Cette réorganisation faite par la bulle Totus Tuus Poloniae populus du pape Jean-Paul II qui entraîne le changement du nom diocèse de Chełmno remplacé par celui de diocèse de Pelplin.

## Évêques de Chełmno
- Heidenryk (O.P.) (1245–1263),

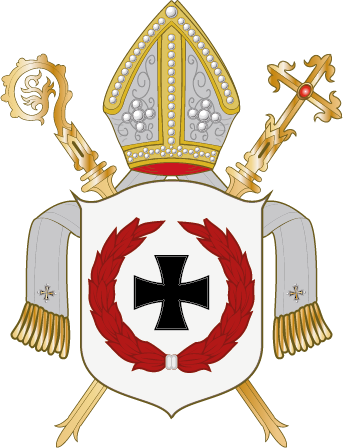
Blason du diocèse de Kulm

- Friedrich von Hausen (O.T.) (1264–1274),
- Werner de Orseln (O.T.) (1275–1291),
- Heinrich Schenk (O.T.) (1292–1301),
- Hermann de Prizna (O.T.) (1303–1311),
- Mikołaj Afri (O.P.) (1319–1323),
- Otton von Kulm (O.T.) (1323–1349)
- Jakob von Kulm (O.T.) (1349–1359),
- Jean Schadland (O.P.) (1359–1363),
- Wikbold Dobilstein (O.T.) (1363–1385),
- Reinhard von Sayn (1385–1390),
- Nikolaus Bock de Schippenbeil (Schieffenburg) (O.T.) (1390–1398),
- Jean Kropidło (1398–1402),
- Arnold Stapel (Stapil) (O.T.) (1402–1416),
- Jan Marienau (1416–1457),
- Wincenty de Kiełbasa (1457–1479),
- Stephan von Neidenburg (1480–1495),
- Mikołaj Chrapicki (1496–1507),
- Jan Konopacki (1508–1530),
- Jan Dantyszek (1530–1538),
- Tiedemann Giese (1538–1549),
- Stanislas Hosius (1549–1551), cardinal en 1561,
- Jan Lubodzieski (1551–1562),
- Stanisław Żelisławski (O. Cis.) (1562–1571),
- Piotr Kostka (1574–1595),
- Piotr Tylicki (1595–1600),
- Wawrzyniec Gembicki (1600–1610),
- Maciej Konopacki (1611–1613),
- Jan Kuczborski (1614–1624),
- Jakub Zadzik (1624–1635), puis évêque de Cracovie,
- Jan Lipski (pl) (1635–1639), puis archevêque de Gniezno et primat de Pologne,
- Kasper Działyński (1639–1646),
- Andrzej Leszczyński (1646–1652), puis archevêque de Gniezno et primat de Pologne,
- Jan Gembicki (1653–1655),
- Jan Leszczyński (1656–1657),
- Adam Koss (1658–1661),
- Andrzej Olszowski (1662–1674),
- Jan Małachowski (1676–1681),
- Kazimierz Jan de Bnina Opaliński (O. Cis.) (1681–1693),
- Kazimierz Szczuka (1693–1694),
- Teodor Andrzej Potocki, (1699–1712), puis évêque de Warmie,
- Jan Kazimierz de Alten Bokum (1719–1721),
- Feliks Ignacy Kretkowski (1723–1730),
- Tomasz Franciszek Czapski (O. Cis.) (1730–1733),
- Adam Stanisław Grabowski (1736–1739),
- Andrzej Stanisław Załuski (de) (1739–1746), puis évêque de Cracovie. Il a soutenu l'implantation des jésuites en Pologne,
- Wojciech Stanisław Leski (O. Cis.) (1747–1758),
- Andrzej Ignacy Baier (1759–1785),
- Karl von Hohenzollern-Hechingen (1785-1795),
- Franciszek Ksawery Rydzyński (1795–1814),
- Ignaz Stanislaus von Mathy (de) (1824–1832),
- Anastasius Sedlag (1834–1856),
- Johannes von der Marwitz (en) (1857–1886),
- Leon Redner (1886–1898),
- Augustinus Rosentreter (1899–1926),
- Stanisław Okoniewski (1926–1944),
  - Karol Maria Splett (1940–1945), administrateur apostolique,
- Kazimierz Kowalski (1946–1972),
- Bernard Czapliński (1973–1980),
- Marian Przykucki (1981–1992), puis archevêque de Szczecin-Kamień (1992-1999)